# Le Crime du chemin rouge
Pour plus de détails, voir Fiche technique et Distribution.
Le Crime du chemin rouge est un film français réalisé par Jacques Séverac, sorti en 1933.

## Fiche technique
- Titre : Le Crime du chemin rouge
- Réalisation : Jacques Séverac
- Scénario : d'après la pièce de Paul Gavault
- Décors : Émile-Georges de Meist
- Photographe : Jean Isnard, Jean Maillols, Albert Duverger
- Musique : Henri Casadesus
- Production : Compagnie Autonome Cinématographique
- Pays d'origine :  France
- Durée : 75 minutes
- Date de sortie : France, 10 février 1933

## Distribution
- Germaine Dermoz
- Marcel Vibert
- Pierre Laurel
- Hélène Darly
- Albert Duvaleix
- Raymonde Cazaux
- Anthony Gildès
- Renée Héribel
- Georges Prieur
- Pierre Laurel